# Испринген
Испринген (нем. Ispringen) — община в Германии, в земле Баден-Вюртемберг. 
Подчиняется административному округу Карлсруэ. Входит в состав района Энц.  Население составляет 5979 человек (на 31 декабря 2010 года). Занимает площадь 8,21 км².

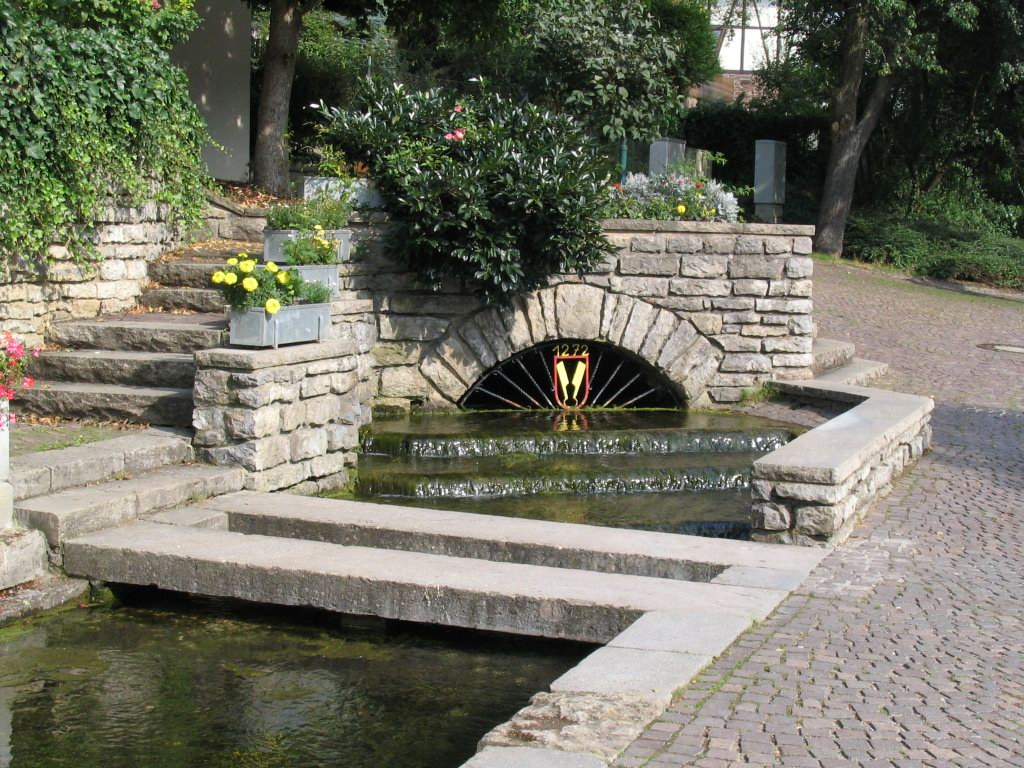
Испринген